# جامعة الزهراء
جامعة الزهراء، هي جامعة خاصة بالبنات، في منطقة تدعي (دهكده ونك) بطهران.
بدأت الجامعة عملهافي سنة 1960 م باستقبال 90 طالبة باسم (المدرسة العليا للبنات). في سنة 1975 م تحولت الي الجامعة. وفي سنة 1977 م استمرت نشاطاتها مع كليات: علوم أساسية، آداب وعلوم إنسانية، اقتصاد وإدارة.
بعد الثورة الإسلامية في إيران توشحت باسم (الزهراء) نسبة الي فاطمة الزهراء بنت الرسول. كانت اسم الجامعة قبل الثورة باسم (فرح ديبا- بهلوي).

## كليات الجامعة
1.الآداب واللغات والتاريخ
2.الشريعة
3.الرياضة
4.علم الاجتماع والاقتصاد
5.العلوم الأساسية
6.التربية وعلم النفس
7.الهندسة
8.الفنون الجميلة.

## رؤساء الجامعة
1. الدكتور كريم فاطمي (1976 - 1964)
2. الدكتور شاهرخ امير ارجمند (1978- 1977)
3. الدكتور حسين نمازي (1981- 1978)
4. الدكتور محمد حسين حجت الإسلامي (1981)
5. الدكتور مجتبي شمسي پور (1981)
6. الدكتور نجفقلي حبيبي (1983- 1981)
7. الدكتور محمد إبراهيم موحدي (1983)
8. الدكتورة ثريا مكنون (1984)
9. الدكتور حسين ظهور (1985)
10. الدكتورة حكيمه دبيران (1988- 1985)
11. الدكتور عبد الله زنديه (1990- 1988)
12. الدكتور عطاء الله كوهيان (1998- 1990)
13. الدكتورة زهراء رهنورد (2006- 1998)
14. الدكتورة محبوبه مباشري (2012 -2006)
15. الدكتورة انسيه خزعلي (2012 حتي الآن)